# Personer i Sverige födda i Indien
Till personer i Sverige födda i Indien räknas personer som är folkbokförda i Sverige och som har sitt ursprung i Indien. Enligt Statistiska centralbyrån fanns det i december 2021 i Sverige 47 369 personer födda i Indien. 2019 bodde det i Sverige sammanlagt 55 862 personer som antingen själva var födda i Indien eller hade minst en förälder som var det. Många av de som har kommit till Sverige är arbetskraftsinvandrare utöver studenter och forskare.
Cirka 50 procent av invandrarna från Indien i Sverige bor i Stockholms län och de flesta arbetar som IT-ingenjörer. Den indiska invandringen utmärker sig framför allt i Skånes största städer 2020. I Malmö är indier den femte största invandrargruppen, och i Lund den näst största. I Helsingborg är de i topp.

## Historisk utveckling

### Födda i Indien
| Personer i Sverige födda i Indien 1900–2024 | Personer i Sverige födda i Indien 1900–2024 | Personer i Sverige födda i Indien 1900–2024 | Personer i Sverige födda i Indien 1900–2024 | Personer i Sverige födda i Indien 1900–2024 |
| --- | ------------------------------------------- | ------------------------------------------- | ------------------------------------------- | ------------------------------------------- |
| |                                             |                                             |                                             |                                             |
| År |                                             |                                             | Folkmängd                                   |                                             |
| 1900 | 1900                                        |                                             | 45                                          |                                             |
| 1930 | 1930                                        |                                             | 135                                         |                                             |
| 1950 | 1950                                        |                                             | 242                                         |                                             |
| 1960 | 1960                                        |                                             | 361                                         |                                             |
| 1970 | 1970                                        |                                             | 907                                         |                                             |
| 1980 | 1980                                        |                                             | 4 452                                       |                                             |
| 1990 | 1990                                        |                                             | 9 054                                       |                                             |
| 2000 | 2000                                        |                                             | 11 110                                      |                                             |
| 2001 | 2001                                        |                                             | 11 474                                      |                                             |
| 2002 | 2002                                        |                                             | 11 838                                      |                                             |
| 2003 | 2003                                        |                                             | 12 349                                      |                                             |
| 2004 | 2004                                        |                                             | 12 928                                      |                                             |
| 2005 | 2005                                        |                                             | 13 593                                      |                                             |
| 2006 | 2006                                        |                                             | 13 979                                      |                                             |
| 2007 | 2007                                        |                                             | 14 415                                      |                                             |
| 2008 | 2008                                        |                                             | 15 263                                      |                                             |
| 2009 | 2009                                        |                                             | 16 457                                      |                                             |
| 2010 | 2010                                        |                                             | 17 863                                      |                                             |
| 2011 | 2011                                        |                                             | 18 622                                      |                                             |
| 2012 | 2012                                        |                                             | 19 415                                      |                                             |
| 2013 | 2013                                        |                                             | 20 582                                      |                                             |
| 2014 | 2014                                        |                                             | 21 929                                      |                                             |
| 2015 | 2015                                        |                                             | 23 237                                      |                                             |
| 2016 | 2016                                        |                                             | 25 719                                      |                                             |
| 2017 | 2017                                        |                                             | 29 673                                      |                                             |
| 2018 | 2018                                        |                                             | 35 234                                      |                                             |
| 2019 | 2019                                        |                                             | 40 641                                      |                                             |
| 2020 | 2020                                        |                                             | 42 790                                      |                                             |
| 2021 | 2021                                        |                                             | 47 369                                      |                                             |
| 2022 | 2022                                        |                                             | 53 973                                      |                                             |
| 2023 | 2023                                        |                                             | 58 094                                      |                                             |
| 2024 | 2024                                        |                                             | 59 290                                      |                                             |
| Anm.: Befolkning den 31 december respektive år förutom åren 1960 och 1970 som avser förhållandet den 1 november och år 1980 som avser förhållandet den 15 september. |                                             |                                             |                                             |                                             |